# 泰根湖
泰根湖（德語：Tegernsee，發音：[ˈteːɡɐnˌzeː] ⓘ）位于慕尼黑以南约50公里处的巴伐利亚州阿尔卑斯山区，是一处著名的观光旅游地。由于在上个世纪60年代就在整个环湖地区建造了排水净化系统（当时世界上同类工程中的第一处），以及实行严格的与其净化能力相适应的湖区建筑规划，泰根湖被称作巴伐利亚州最清洁的湖。

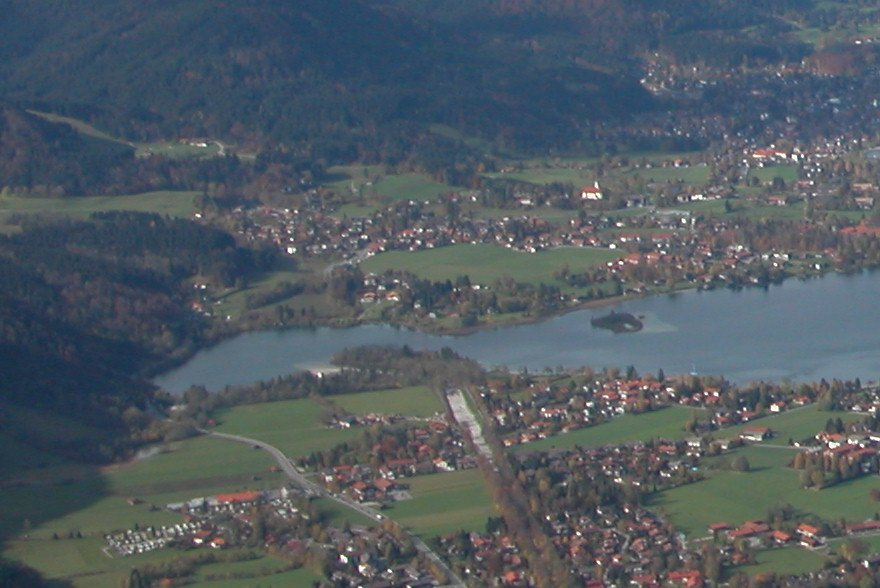

## 外部連結
- 维基共享资源上的相關多媒體資源：泰根湖
- Tourism information for Lake Tegernsee （页面存档备份，存于）
- Information and webcam about Lake Tegernsee, . （原始内容存档于Dec 8, 2017）.
- Tourism website for Lake Tegernsee, . （原始内容存档于Nov 1, 2018）.